# 奥平昌男
奥平 昌男（おくだいら まさお）は、豊前国中津藩の第4代藩主。中津藩奥平家8代。

## 生涯
宝暦13年（1763年）6月14日、第3代藩主・奥平昌鹿の長男として生まれる。安永5年（1776年）7月21日に世子に指名され、12月16日に従五位下・美作守に叙位・任官する。安永6年（1777年）4月16日に元服し、安永9年（1780年）の父の死去により家督を継ぎ、9月22日に大膳大夫に遷任された。
若年のためしばらくは家老による専横が行われたが、不正を行った奉行・家老を粛清して天明2年（1782年）から親政を開始した。しかし、天明3年（1783年）の天明の大飢饉で藩内が大被害を受けると、家老らの巻き返しを受けて実権を奪われ、失意のうちに天明6年（1786年）3月21日に江戸で死去した。享年24。
跡を婿養子の昌高が継いだ。

## 系譜
- 父：奥平昌鹿（1744-1780）
- 母：桜川萩野
- 養母：禎祥院 - 阿部正允の娘
- 正室：なし
- 婚約者：敬姫（1770-1788） - 島津重豪の次女
- 生母不明の子女
  - 男子：昂次郎
  - 女子：八千代 - 本明院、奥平昌高正室
- 養子
  - 男子：奥平昌高（1781-1855） - 島津重豪の次男